# 艾萊特角
艾萊特角（英語：Islet Point），是南極洲的海岬，位於南喬治亞群島，處於卡利塔灣入口處東部，在1929年由英國海軍繪入地圖，該海岬由英國海外領土管轄。